# Trefusia cornea
Trefusia cornea är en rundmaskart som beskrevs av Gerlach 1958. Trefusia cornea ingår i släktet Trefusia och familjen Trefusiidae. Inga underarter finns listade i Catalogue of Life.